# سبد نوبي
سبد نوبي (الاسم العلمي: Caprimulgus nubicus) (بالإنجليزية: Nubian Nightjar)‏ هو طائر ينتمي إلى (فصيلة: Caprimulgidae).